# Ricardo Pedriel
Ricardo Pedriel (Santa Cruz de la Sierra, 19 gennaio 1987) è un calciatore boliviano, attaccante dell'Ind. Petrolero.

## Statistiche

### Cronologia presenze e reti in nazionale
| Cronologia completa delle presenze e delle reti in nazionale ― Bolivia | Cronologia completa delle presenze e delle reti in nazionale ― Bolivia | Cronologia completa delle presenze e delle reti in nazionale ― Bolivia | Cronologia completa delle presenze e delle reti in nazionale ― Bolivia | Cronologia completa delle presenze e delle reti in nazionale ― Bolivia | Cronologia completa delle presenze e delle reti in nazionale ― Bolivia | Cronologia completa delle presenze e delle reti in nazionale ― Bolivia | Cronologia completa delle presenze e delle reti in nazionale ― Bolivia |
| Data                                                                   | Città                                                                  | In casa                                                                | Risultato                                                              | Ospiti                                                                 | Competizione                                                           | Reti                                                                   | Note                                                                   |
| ---------------------------------------------------------------------- | ---------------------------------------------------------------------- | ---------------------------------------------------------------------- | ---------------------------------------------------------------------- | ---------------------------------------------------------------------- | ---------------------------------------------------------------------- | ---------------------------------------------------------------------- | ---------------------------------------------------------------------- |
| 26-2-2008                                                              | La Paz                                                                 | Bolivia                                                                | 2 – 1                                                                  | Perù                                                                   | Amichevole                                                             | 1                                                                      | ??’                                                                    |
| 26-3-2008                                                              | Puerto La Cruz                                                         | Venezuela                                                              | 0 – 1                                                                  | Bolivia                                                                | Amichevole                                                             | -                                                                      | 80’                                                                    |
| 6-8-2008                                                               | Washington                                                             | Bolivia                                                                | 0 – 3                                                                  | Guatemala                                                              | Amichevole                                                             | -                                                                      | ??’                                                                    |
| 20-8-2008                                                              | Santa Cruz de la Sierra                                                | Bolivia                                                                | 1 – 0                                                                  | Panama                                                                 | Amichevole                                                             | -                                                                      | 46’                                                                    |
| 22-10-2008                                                             | Washington                                                             | El Salvador                                                            | 2 – 0                                                                  | Bolivia                                                                | Amichevole                                                             | -                                                                      | 33’                                                                    |
| 11-10-2009                                                             | La Paz                                                                 | Bolivia                                                                | 2 – 1                                                                  | Brasile                                                                | Qual. Mondiali 2010                                                    | -                                                                      | 81’                                                                    |
| 14-10-2009                                                             | Lima                                                                   | Perù                                                                   | 1 – 0                                                                  | Bolivia                                                                | Qual. Mondiali 2010                                                    | -                                                                      | 81’                                                                    |
| 9-2-2011                                                               | Antalya                                                                | Lettonia                                                               | 2 – 1                                                                  | Bolivia                                                                | Amichevole                                                             | -                                                                      | 73’                                                                    |
| 25-3-2011                                                              | Panama                                                                 | Panama                                                                 | 2 – 0                                                                  | Bolivia                                                                | Amichevole                                                             | -                                                                      | 77’                                                                    |
| 28-3-2011                                                              | Mazatenango                                                            | Guatemala                                                              | 1 – 1                                                                  | Bolivia                                                                | Amichevole                                                             | 1                                                                      | 57’                                                                    |
| 4-6-2011                                                               | Santa Cruz de la Sierra                                                | Bolivia                                                                | 0 – 2                                                                  | Paraguay                                                               | Amichevole                                                             | -                                                                      | 76’                                                                    |
| 7-6-2011                                                               | Luque                                                                  | Paraguay                                                               | 0 – 0                                                                  | Bolivia                                                                | Amichevole                                                             | -                                                                      | 78’                                                                    |
| 10-7-2011                                                              | Santa Fe                                                               | Colombia                                                               | 2 – 0                                                                  | Bolivia                                                                | Coppa America 2011 - Fase a gironi                                     | -                                                                      | 71’                                                                    |
| 29-2-2012                                                              | La Paz                                                                 | Bolivia                                                                | 1 – 0                                                                  | Cuba                                                                   | Amichevole                                                             | 1                                                                      | 70’                                                                    |
| 2-6-2012                                                               | La Paz                                                                 | Bolivia                                                                | 0 – 2                                                                  | Cile                                                                   | Qual. Mondiali 2014                                                    | -                                                                      | 70’                                                                    |
| 6-6-2015                                                               | San Juan                                                               | Argentina                                                              | 5 – 0                                                                  | Bolivia                                                                | Amichevole                                                             | -                                                                      | 66’                                                                    |
| 12-6-2015                                                              | Vina del Mar                                                           | Messico                                                                | 0 – 0                                                                  | Bolivia                                                                | Coppa America 2015 - Fase a gironi                                     | -                                                                      | 84’                                                                    |
| 15-6-2015                                                              | Valparaiso                                                             | Ecuador                                                                | 2 – 3                                                                  | Bolivia                                                                | Coppa America 2015 - Fase a gironi                                     | -                                                                      | 57’                                                                    |
| 19-6-2015                                                              | Santiago del Cile                                                      | Cile                                                                   | 5 – 0                                                                  | Bolivia                                                                | Coppa America 2015 - Fase a gironi                                     | -                                                                      |                                                                        |
| 25-6-2015                                                              | Temuco                                                                 | Bolivia                                                                | 1 – 3                                                                  | Perù                                                                   | Coppa America 2015 - Quarti di finale                                  | -                                                                      | 68’ 73’                                                                |
| Totale                                                                 |                                                                        | Presenze                                                               | 20                                                                     |                                                                        | Reti                                                                   | 3                                                                      |                                                                        |

## Palmarès

### Competizioni nazionali
- Campionato boliviano: 1

Wilstermann: Apertura 2018